# Vodica (Šipovo)
Vodica (szerbül: Водица) szerb falu Bosznia-Hercegovinában, Bosanska krajina területén, a Szerb Köztársaságban, Šipovo községben. 

## Fekvése
Bosznia-Hercegovina közép-nyugati részén, Banja Lukától légvonalban 72, közúton 102 km-re délre, községközpontjától légvonalban 19 km-re, közúton 22 km-re délkeletre, a Janj mellékvize, a Kupreška rijeka völgyében és a környező dombokon található. Áthalad rajta a Šipovót Kuprešsel összekötő út.

## Népessége
| Nemzetiségi csoport | Népesség 1991 | Népesség 2013 |
| ------------------- | ------------- | ------------- |
| Szerb               | 268           | 111           |
| Bosnyák             | 0             | 0             |
| Horvát              | 0             | 0             |
| Jugoszláv           | 0             | 0             |
| Egyéb               | 0             | 0             |
| Összesen            | 268           | 111           |

## Története
A település 1878-ig tartozott az Oszmán Birodalomhoz, majd az Osztrák-Magyar Monarchia része lett. A monarchia szétesésével 1918-ben előbb a Szerb-Horvát-Szlovén Királyság, majd 1929-től a Jugoszláv Királyság része. Jugoszlávia megszállása után a falu a Független Horvát Állam (NDH) része lett. 1945-től a település a szocialista Jugoszlávia része volt.
A településen az 1991-es népszámlálás adatai szerint 164-en éltek. A Bosznia-Hercegovinában zajló polgárháború idején a Visoko Krajina többi településéhez hasonlóan a Boszniai Szerb Köztársaság része volt. A területén 1995 szeptemberéig nem volt háborús hadművelet, ekkor azonban a település területét a Horvát Köztársaság fegyveres ereje megszállta. A horvát csapatok elől a lakosság elmenekült. A daytoni békeszerződés aláírása után a település a Szerb Köztársasághoz, azon belül Šipovo községhez került.